# Operation Europe: Path to Victory 1939-45
Operation Europe: Path to Victory (Europa Sensen au Japon) est un jeu vidéo de stratégie au tour par tour sorti en 1993 et fonctionne sur Mega Drive, Super Nintendo, DOS et MSX. Le jeu a été développé et édité par Koei.